# Sphaeripalpus vulgaris
Sphaeripalpus vulgaris is een vliesvleugelig insect uit de familie Pteromalidae. De wetenschappelijke naam is voor het eerst geldig gepubliceerd in 1990 door Huang.